# 凱薩琳·布里索內

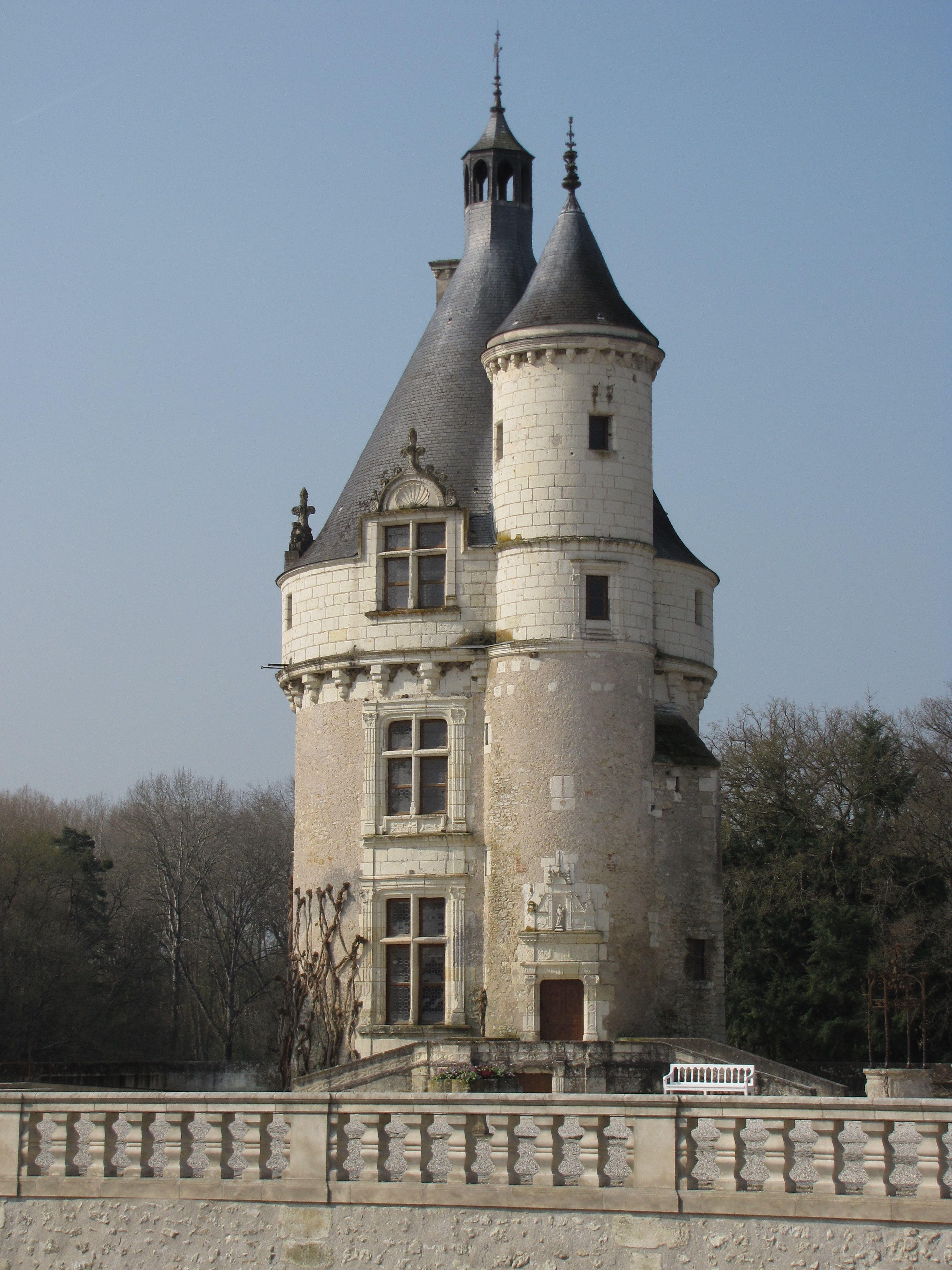
在凱薩琳·布里索內帶領下興造完工的雪儂梭塔

凱薩琳·布里索內（Katherine Briçonnet，约1494年—1526年）是一位法國女貴族、紀歐姆·布里索內 (Guillaume Briçonnet) 的女兒、湯瑪斯·波赫爾 (Thomas Bohier) 的妻子。
凱薩琳·布里索內對雪儂梭城堡的設計有決定性的影響力。她的丈夫買下了城堡所在的那片地產，打算建造一座文藝復興式城堡，購買時其上還有先前建造的碉堡廢墟。由於湯瑪斯·波赫爾前赴義大利參戰，所以由凱薩琳在 1513 年至 1521 年間督造城堡的興建工程，並決定重要的建築環節。特別值得一提的是她監造的樓梯。這座以實用為設計考量的樓梯是直線向上的，沒有採用當時常見的螺旋梯設計。雪儂梭城堡完工不久，湯瑪斯·波赫爾便在 1524 年過世了，凱薩琳也隨之在兩年後過世。至今在城堡內仍可見到代表「湯瑪斯·波赫爾和凱薩琳」的姓氏縮寫「TBH」，以及刻在門上的這句格言：「S'il vient à point, me souviendra」（如果我有辦法建造雪儂梭堡，我就能留名青史）。在凱薩琳·布里索內帶領下完成的雪儂梭城堡原始部分後來由黛安·德·波迪耶 和凯瑟琳·德·美第奇 擴建，因而得到「Château des Dames」（貴婦城堡）的別號。